# Detana TwinBee Yahho! Deluxe Pack
Detana TwinBee Yahho! Deluxe Pack (出たなツインビーヤッホー! DELUXE PACK?), es un recopilatorio de dos videojuegos de la saga TwinBee de matamarcianos de Konami. Fue publicado en Japón para PlayStation en 1995, siendo reeditado en 1997 dentro de la línea The Best y en 2003 dentro de la línea PSone Books, y para Sega Saturn en 1995.
TwinBee Deluxe Pack contiene los siguientes videojuegos:
- Detana!! TwinBee, versión arcade.
- TwinBee Yahho!, versión arcade.